# Everlasting Love
Everlasting Love is een nummer geschreven door Buzz Cason en Mac Gayden. Het nummer werd bekend in de uitvoering van Robert Knight en later The Love Affair. In de uitzending van Top 2000 A Go-Go van 30 december 2007 maakte Leo Blokhuis bekend dat Everlasting Love het nummer is met de meeste hitnoteringen in de Top 40. Anno 2023 zijn dat er namelijk vijf.

## Hitoverzicht
- 1967: Robert Knight
- 1968: The Love Affair
- 1974: Carl Carlton
- 1976: Mac Gayden (songwritersversie)
- 1977: Patricia Paay, nummer 25 in België, geen hitnotering in Nederland
- 1981: Rex Smith
- 1984: Vicki Sue Robinson
- 1987: Sandra
- 1990: U2
- 1994: Gloria Estefan
- 2004: Jamie Cullum
- 2005: Mysterio
- 2011: Willy Sommers (Liefde voor altijd)

### Top 40
De versie van Gloria Estefan haalde de Tipparade.
| Versie "The Love Affair" in de Nederlandse Top 40 - binnen: 10-02-1968 | Versie "The Love Affair" in de Nederlandse Top 40 - binnen: 10-02-1968 | Versie "The Love Affair" in de Nederlandse Top 40 - binnen: 10-02-1968 | Versie "The Love Affair" in de Nederlandse Top 40 - binnen: 10-02-1968 | Versie "The Love Affair" in de Nederlandse Top 40 - binnen: 10-02-1968 | Versie "The Love Affair" in de Nederlandse Top 40 - binnen: 10-02-1968 | Versie "The Love Affair" in de Nederlandse Top 40 - binnen: 10-02-1968 | Versie "The Love Affair" in de Nederlandse Top 40 - binnen: 10-02-1968 | Versie "The Love Affair" in de Nederlandse Top 40 - binnen: 10-02-1968 |
| Week                                                                   | 1                                                                      | 2                                                                      | 3                                                                      | 4                                                                      | 5                                                                      | 6                                                                      | 7                                                                      |                                                                        |
| ---------------------------------------------------------------------- | ---------------------------------------------------------------------- | ---------------------------------------------------------------------- | ---------------------------------------------------------------------- | ---------------------------------------------------------------------- | ---------------------------------------------------------------------- | ---------------------------------------------------------------------- | ---------------------------------------------------------------------- | ---------------------------------------------------------------------- |
| Nummer                                                                 | 35                                                                     | 30                                                                     | 19                                                                     | 13                                                                     | 14                                                                     | 25                                                                     | 32                                                                     | uit                                                                    |

| Versie "Sandra" in de Nederlandse Top 40 - binnen: 28-11-1987 | Versie "Sandra" in de Nederlandse Top 40 - binnen: 28-11-1987 | Versie "Sandra" in de Nederlandse Top 40 - binnen: 28-11-1987 | Versie "Sandra" in de Nederlandse Top 40 - binnen: 28-11-1987 | Versie "Sandra" in de Nederlandse Top 40 - binnen: 28-11-1987 | Versie "Sandra" in de Nederlandse Top 40 - binnen: 28-11-1987 | Versie "Sandra" in de Nederlandse Top 40 - binnen: 28-11-1987 | Versie "Sandra" in de Nederlandse Top 40 - binnen: 28-11-1987 | Versie "Sandra" in de Nederlandse Top 40 - binnen: 28-11-1987 | Versie "Sandra" in de Nederlandse Top 40 - binnen: 28-11-1987 | Versie "Sandra" in de Nederlandse Top 40 - binnen: 28-11-1987 |
| Week                                                          | 1                                                             | 2                                                             | 3                                                             | 4                                                             | 5                                                             | 6                                                             | 7                                                             | 8                                                             | 9                                                             |                                                               |
| ------------------------------------------------------------- | ------------------------------------------------------------- | ------------------------------------------------------------- | ------------------------------------------------------------- | ------------------------------------------------------------- | ------------------------------------------------------------- | ------------------------------------------------------------- | ------------------------------------------------------------- | ------------------------------------------------------------- | ------------------------------------------------------------- | ------------------------------------------------------------- |
| Nummer                                                        | 32                                                            | 15                                                            | 12                                                            | 9                                                             | 8                                                             | 10                                                            | 18                                                            | 25                                                            | 40                                                            | uit                                                           |

| Versie "U2" in de Nederlandse Top 40 - binnen: 06-01-1990 | Versie "U2" in de Nederlandse Top 40 - binnen: 06-01-1990 | Versie "U2" in de Nederlandse Top 40 - binnen: 06-01-1990 | Versie "U2" in de Nederlandse Top 40 - binnen: 06-01-1990 | Versie "U2" in de Nederlandse Top 40 - binnen: 06-01-1990 | Versie "U2" in de Nederlandse Top 40 - binnen: 06-01-1990 | Versie "U2" in de Nederlandse Top 40 - binnen: 06-01-1990 | Versie "U2" in de Nederlandse Top 40 - binnen: 06-01-1990 | Versie "U2" in de Nederlandse Top 40 - binnen: 06-01-1990 |
| Week                                                      | 1                                                         | 2                                                         | 3                                                         | 4                                                         | 5                                                         | 6                                                         | 7                                                         |                                                           |
| --------------------------------------------------------- | --------------------------------------------------------- | --------------------------------------------------------- | --------------------------------------------------------- | --------------------------------------------------------- | --------------------------------------------------------- | --------------------------------------------------------- | --------------------------------------------------------- | --------------------------------------------------------- |
| Nummer                                                    | 26                                                        | 17                                                        | 12                                                        | 10                                                        | 15                                                        | 22                                                        | 38                                                        | uit                                                       |

| Versie "Jamie Cullum" in de Nederlandse Top 40 - binnen: 27-11-2004 | Versie "Jamie Cullum" in de Nederlandse Top 40 - binnen: 27-11-2004 | Versie "Jamie Cullum" in de Nederlandse Top 40 - binnen: 27-11-2004 | Versie "Jamie Cullum" in de Nederlandse Top 40 - binnen: 27-11-2004 | Versie "Jamie Cullum" in de Nederlandse Top 40 - binnen: 27-11-2004 | Versie "Jamie Cullum" in de Nederlandse Top 40 - binnen: 27-11-2004 |
| Week                                                                | 1                                                                   | 2                                                                   | 3                                                                   | 4                                                                   |                                                                     |
| ------------------------------------------------------------------- | ------------------------------------------------------------------- | ------------------------------------------------------------------- | ------------------------------------------------------------------- | ------------------------------------------------------------------- | ------------------------------------------------------------------- |
| Nummer                                                              | 39                                                                  | 37                                                                  | 35                                                                  | 35                                                                  | uit                                                                 |

### NPO Radio 2 Top 2000
| Nummers met noteringen in de NPO Radio 2 Top 2000 | '99  | '00  | '01  | '02  | '03  | '04  | '05  | '06  | '07  | '08  | '09  | '10  | '11  |
| ------------------------------------------------- | ---- | ---- | ---- | ---- | ---- | ---- | ---- | ---- | ---- | ---- | ---- | ---- | ---- |
| Everlasting Love (Love Affair)                    | 1437 | 1663 | 1478 | 1518 | 1736 | 1583 | 1264 | 1533 | 1997 | 1610 | 1986 | 1758 | -    |
| Everlasting Love (Jamie Cullum)                   | ×    | ×    | ×    | ×    | ×    | -    | -    | 889  | 1297 | 1756 | 1356 | 1687 | 1898 |

1. ↑  Een '-' betekent dat het nummer niet was genoteerd, een '×' betekent dat het nummer nog niet was uitgebracht en een vetgedrukt getal geeft de hoogste notering van een nummer aan.
2. ↑  Deze tabel is bijgewerkt tot en met de laatste editie (2024).